# Ukwa Ouest
Ukwa Ouest, (en Yoruba Agbègbè Ìjọba Ìbílẹ̀ Ìwọòrùn Ukwa), est une zone de gouvernement local dans l'État d'Abia au Nigeria.

## Source
- (en) Cet article est partiellement ou en totalité issu de l’article de Wikipédia en anglais intitulé « Ukwa West » (voir la liste des auteurs).